# Сороколет, Александр Дмитриевич

Алекса́ндр Дми́триевич Сороколе́т (27 марта 1959, Шостка, Сумская область Украинская ССР, СССР) — советский волейболист, игрок сборной СССР (1982—1989). Серебряный призёр Олимпийских игр 1988, чемпион мира 1982, трёхкратный чемпион Европы, четырёхкратный чемпион СССР. Нападающий. Заслуженный мастер спорта СССР (1982). Рост 194 см.

## Биография
Начал заниматься волейболом в детской спортивной школе города Шостка Сумской области. После окончания средней школы поступил в Винницкий политехнический институт и начал свою игровую карьеру выступлениями за команду СКА (Винница). В 1977 году перевёлся в Одесский политехнический институт и выступал за «Политехник» (Одесса). С 1986 года — в команде ЦСКА. В её составе: четырёхкратный чемпион СССР (1987—1990), трёхкратный обладатель Кубка европейский чемпионов (1987—1989). В составе сборной Украинской ССР в 1983 году стал бронзовым призёром Спартакиады народов СССР. Победитель чемпионата дружественных армий (1978).
С 1990 года играл за французские клубы: в сезонах 1990/91 и 1991/92 за клуб «Канн», в сезоне 1992/93 — за клуб 2-го дивизиона «Мартиг». С 1993 года в летнее время выступал на коммерческих турнирах по пляжному волейболу в составе команды «Одесса», в состав которой, кроме него, входили бывший игрок алма-атинского «Дорожника» Борис Гребенников и француз Люк Лемаршан.
В сборной СССР в официальных соревнованиях выступал в 1982—1989 годах. В её составе: серебряный призёр Олимпийских игр 1988, чемпион мира 1982, серебряный призёр мирового первенства 1986, серебряный (1985) и бронзовый (1989) призёр розыгрышей Кубка мира, трёхкратный чемпион Европы (1983, 1985 и 1987), участник европейского первенства 1989, победитель Игр доброй воли 1986, победитель волейбольного турнира «Дружба-84».
В настоящее время живёт во Франции.

### Семья
Жена Ирина, тренер по волейболу, сын Дмитрий.

## Источник
- Волейбол: Энциклопедия / Сост. В. Л. Свиридов, О. С. Чехов. — Томск: Компания «Янсон», 2001.